# Enith Salón
Pour les articles homonymes, voir Salon.
Enith Salón, née le 24 septembre 2001 à Moncada en Espagne, est une footballeuse internationale espagnole évoluant au poste de gardien de but.

## Biographie

### Carrière en club
Enith Salón se fixe au poste de gardienne de but après avoir suivi les performances d'Iker Casillas lors de la Coupe du monde 2010,. Elle intègre à onze ans les équipes de jeunes du Valencia CF avec lequel elle gravit tous les échelons jusqu'à atteindre l'équipe première. Elle dispute sa première rencontre de Primera División Femenina lors de la saison 2018-2019 en remplaçant Jennifer Vreugdenhil blessée contre l'EDF Logroño le 27 janvier 2019,,.
Elle est considérée en 2023 comme étant la titulaire indiscutable à son poste au sein du club valencian. En mars, son contrat est prolongé jusqu'en 2025.
Le 10 juin 2025, elle signe pour deux ans au Servette de Genève FCCF.

### Carrière en sélection
En juillet 2019, Enith Salón participe à l'Euro des moins de 19 ans où l'Espagne est battue en demi-finale par la France. Elle est remplaçante, Cata Coll étant la gardienne titulaire.
Convoquée pour la première fois en équipe d'Espagne en octobre 2022, Enith Salón dispute son premier match en sélection nationale le mois suivant à l'occasion d'une victoire 7-0 contre l'Argentine. Elle figure dans la sélection pour la Coupe du monde 2023. Elle ne dispute pas la moindre rencontre, Misa Rodríguez étant désignée gardienne numéro 1 puis titulaire en phase de poules et Cata Coll disputant la phase à élimination directe,. L'Espagne domine en finale l'Angleterre 1-0 sur une réalisation d'Olga Carmona.

## Palmarès
Enith Salón remporte la Coupe du monde 2023 avec l'équipe d'Espagne.

## Statistiques
Le tableau ci-dessous résume les statistiques en match officiel d'Enith Salón durant sa carrière de joueuse professionnelle. Elles ne comportent pas les rencontres de Coupe d'Espagne,.
| Saison                | Club                  | Championnat               | Championnat | Championnat | Coupe(s) nationale(s) | Coupe(s) nationale(s) | Espagne | Espagne | Total | Total |
| Saison                | Club                  | Division                  | M.          | B.          | M.                    | B.                    | M.      | B.      | M.    | B.    |
| 2018-2019             | Valencia CF           | Primera División Femenina | 1           | 0           | -                     | -                     | -       | -       | 1     | 0     |
| 2019-2020             | Valencia CF           | Primera División Femenina | 5           | 0           | -                     | -                     | -       | -       | 5     | 0     |
| 2019-2020             | Valencia CF B         | Segunda División PRO      | 6           | 0           | -                     | -                     | -       | -       | 6     | 0     |
| 2020-2021             | Valencia CF           | Primera División Femenina | 22          | 0           | -                     | -                     | -       | -       | 22    | 0     |
| 2021-2022             | Valencia CF           | Primera División Femenina | 18          | 0           | -                     | -                     | -       | -       | 18    | 0     |
| 2022-2023             | Valencia CF           | Primera División Femenina | 26          | 0           | -                     | -                     | 2       | 0       | 28    | 0     |
| Total sur la carrière | Total sur la carrière | Total sur la carrière     | 78          | 0           | -                     | -                     | 2       | 0       | 80    | 0     |